# 강계식
강계식(姜桂植, 1917년 4월 21일 ~ 2000년 1월 13일)은 대한민국의  배우이다.

## 주요 이력
일제 강점기 조선 충청남도 아산(牙山)에서 출생한 그는 만19세 때 경성실천고등상업학교를 졸업 후 1년간 농업에 종사하였으며 그 후 1937년에서부터 1938년까지 1년간 일제강점기 충청남도 천안군 직산면 면사무소 면서기보(面書記補)로 공무원직을 지내다가 1938년 공무원직에서 사퇴를 하고 1938년에서부터 1940년까지 국민정부 대륙 본토 시대 중화민국 베이핑과 만주국 신징에서 아세아중화국제전기회사 예하 평직원(평사원)을 지내다가 1940년 동 회사 평직원 사퇴를 선언하고 같은 해 1940년 일제 강점기 조선국에 귀국하였으며 1941년 연극 《대추나무》라는 작품을 통하여 연극배우로 첫 데뷔 후 1942년 당시 조선연극협회 산하 국민연극연구소를 수료하고, 1943년 극단 '현대극장(現代劇場)'에서 본격 연기 활동을 시작하였다. 1944년 동료 연극배우 이용남(李龍男)과 결혼하였으며 1945년 광복 후에는 1947년에 극단 '청포도(靑葡萄)'와 1948년 극단 '민예(民藝)'에 들어가 활동했다. 1950년도에는 '신협(新協)'에 들어가 활동했다. 1950년도에는 '신협(新協)'을 경유 이후 '국립극단(國立劇團)'에 소속된 전력이 있으며, 1977년 8월 21일을 기하여 고설봉 등과 함께 국립극단에서 동반 정년 퇴임을 한 그는 한국연극협회 고문 등을 지냈다. 한때 영화에 출연하여 선배 배우 고설봉 등과 함께 연극·영화계를 주름잡던 배우였다.
출연작품으로는 1941년에 유치진 작 《대추나무》로 시작, 《춘향전》(1944), 《에밀레종》(1945), 《낙화암》(1946), 《초원의 제전》(1947), 《카추샤》 《젊은 그들》(1948), 《원술랑》(1950), 《한강은 흐른다》(1954), 《신앙과 고향》(1956), 《세일즈맨의 죽음》(1957), 《죄와 벌》(1958), 《대수양(大首陽)》(1959), 《젊음의 찬가》 등 다수가 있다.

## 출연작

### 연극
- 《대추나무》

### 영화
- 《자유만세》
- 《김삿갓》
- 《하얀 손수건》

### TV 드라마
- 《수사반장》
- 《전원일기》
- 《제1공화국》
- 《휴전 6.25》
- 《오성장군 김홍일》
- 《설중매》
- 《해돋는 언덕》
- 《우리들의 천국》

## 참고 자료
- 이 문서에는 다음커뮤니케이션(현 카카오)에서 GFDL 또는 CC-SA 라이선스로 배포한 글로벌 세계대백과사전의 "강계식" 항목을 기초로 작성된 글이 포함되어 있습니다.